# Питер Краузе
Питер Краузе (енгл. Peter Krause, IPA:/; рођен 12. августа 1965) је амерички, филмски и телевизијски глумац, режисер и продуцент. Вероватно је најпознатији по својим главним улогама Нејта Фишера у серији Шест стопа под земљом, Адама Брејвермана у серији Родитељи и деца, Ника Џорџа у серији Прљави секси новац и Кејсија Макала у хумористичкој серији Sports Night.

## Детињство и младост
Краузе је рођен у Александрији, држава Минесота. Мајка му је била учитељица, а отац професор у средњој школи. Одрастао је у градићу Роузвил (Минесота), у предграђу Сент Пол. Има брата и сестру — Мајкла и Ејми.
Краузе је дипломирао енглеску књижевност на колеџу Густав Адолф у Сент Полу. У Њујорку је завршио курс глуме.

## Каријера
Раних деведесетих година прошлог века, Краузе је ангажован за многе гостујуће улоге у телевизијским серијама, попут Сајнфелда, Беверли Хилса, 90210 и Елен. Од 1996. године повремено је глумио зета Сибил Шепард у њеном ситкому Сибил у четири сезоне. У раздобљу од 1998. до 2000. године, Краузе је глумио лика Кејсија Макала у АБЦ-јевој комедији Sports Night, чији је творац Арон Соркин. Иако је серија добијала углавном позитивне критике, борила се с гледаношћу и на крају је укинута након две сезоне.
Краузе је након тога глумио главну улогу у ХБО-овој драмској серији Шест стопа под земљом која се приказивала у раздобљу од 2001. до 2005. године. За улогу директора погребног предузећа Нејта Фишера, Краузе је свеукупно зарадио седам глумачких номинација (укључујући и три за престижну телевизијску награду Еми).
У лето 2004. године, Краузе је наступио на Бродвеју у представи „After the Fall“ (Након јесени) аутора Артура Милера.
У децембру 2006. године глумио је главну улогу, детектива Џоа Милера, у научно-фантастичној мини-серији Изгубљена соба.
У раздобљу од 2007. до 2009. године, Краузе је глумио младог адвоката Ника Џорџа у АБЦ-јевој драмској серији Прљави секси новац уз глумачког ветерана Доналда Садерланда.
У марту 2009. године, Краузе је добио улогу Адама Брејвермана у НБЦ-јевој драматичној комедији „Родитељи и деца“. Годину дана касније, у марту 2010. године, серија је доживела своју премијеру у међусезони. У мају исте године одобрено је снимање целокупне друге сезоне.
Краузе се 2011. године појавио у филму Звер који се заснива на истоименом роману аутора Алекса Флина из 2007. године.

## Приватни живот
Краузе са својом бившом девојком Кристином Кинг има сина Романа који је рођен у новембру 2001. године. Тренутно се налази у вези са својом колегиницом из серије „Родитељи и деца“, Лорен Грејам.